# Quân đội Nhân dân Quốc gia
Quân đội Nhân dân Quốc gia (tiếng Đức: Nationale Volksarmee, viết tắt: NVA) là lực lượng vũ trang của Cộng hòa Dân chủ Đức từ năm 1956 đến năm 1990. Lực lượng này được chia làm bốn quân chủng: lục quân (Landstreitkräfte), hải quân (Volksmarine), không quân - phòng không (Luftstreitkräfte/Luftverteidigung) và biên phòng (Grenztruppen), thuộc quyền quản lý của Bộ Quốc phòng và quyền chỉ huy của Hội đồng Quốc phòng Đông Đức. Sở chỉ huy của nó đặt tại Strausberg, cách Đông Berlin 30 km về phía Đông. Vào thời điểm cao điểm 1987, quân số của NVA đạt 175.300 người.
NVA được thành lập ngày 01 tháng 3 năm 1956, với tiền thân là Cảnh sát Nhân dân Tập trung (Kasernierte Volkspolizei). Lực lượng này là thành viên của Khối Hiệp ước Warsaw dưới trướng Liên Xô để chống lại NATO trong Chiến tranh Lạnh. Phần lớn các tướng lĩnh NATO đánh giá rằng NVA là quân đội chuyên nghiệp nhất, được đào tạo tốt nhất và có các sĩ quan chất lượng nhất. Trong lịch sử, NVA chưa từng tham gia cuộc chiến nào, nhưng đã góp mặt trong cuộc can thiệp của Khối Warsaw vào Tiệp Khắc (1968), gửi cố vấn quân sự tới một số quốc gia XHCN, và đặc biệt là chịu trách nhiệm gây ra cái chết cho hàng trăm người khi kiểm soát bức tường Berlin. Lực lượng này bị giải thể cùng với chế độ Đông Đức khi nước Đức thống nhất ngày 02 tháng 10 năm 1990, tất cả trang bị, cơ sở hạ tầng và nhân sự (từ hạ sĩ quan trở xuống) được chuyển giao cho quân đội Đức thống nhất (Bundeswehr).

## Lịch sử
Ngày 1 tháng 3 năm 1956, chính phủ Cộng hòa Dân chủ Đức quyết định thành lập Quân đội Nhân dân Quốc gia từ lực lượng Cảnh sát Nhân dân Tập trung, 6 tháng sau sự thành lập của quân đội Tây Đức (Bundeswehr). Trong năm đầu tiên, các cựu quân nhân Wehrmacht chiếm 27% số nhân sự của NVA, trong đó có 61 trên 82 vị trí chỉ huy cao cấp. Kinh nghiệm chỉ huy và tác chiến của họ đóng một vai trò rất quan trọng trong những năm đầu của NVA.
NVA theo chế độ tự nguyện nhập ngũ cho đến năm 1962, khi chính quyền ra quy định về nghĩa vụ quân sự. Giống như ở các nước XHCN khác, NVA được đặt dưới sự chỉ đạo trực tiếp của Đảng Xã hội chủ nghĩa Thống nhất Đức (SED), thông qua việc các cấp chỉ huy cao nhất đều được đảng chỉ định, và hệ thống sĩ quan chính trị tương tự quân đội Liên Xô.
NVA tự coi mình là "công cụ sức mạnh của giai cấp công nhân". Học thuyết của họ nêu lên rằng NVA có nhiệm vụ bảo vệ hòa bình và chế độ xã hội chủ nghĩa, được phản ánh qua khẩu hiệu: "Vì sự nghiệp bảo vệ giai cấp công nông".
NVA chưa bao giờ tham gia một cuộc chiến tranh quy mô nào, tuy nhiên họ đã hỗ trợ các đồng minh trong một số cuộc xung đột: đàn áp Mùa xuân Praha 1968, hỗ trợ y tế trong cuộc chiến tranh Liên Xô-Afghanistan, gửi cố vấn quân sự đến các nước châu Phi và Syria, và suýt chút nữa đã tham gia vào cuộc tấn công của khối Warszawa vào Tiệp Khắc (1968).

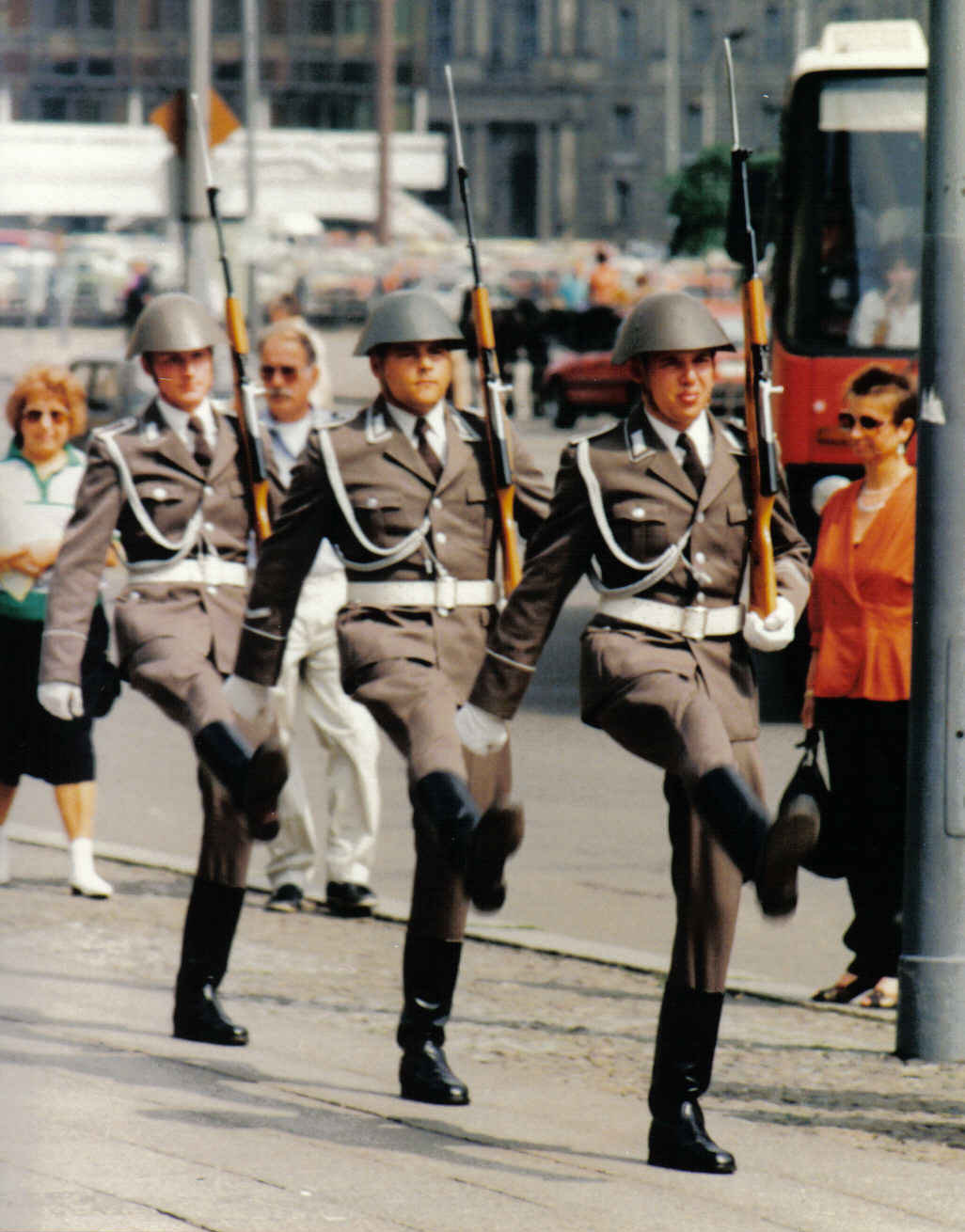
Binh sĩ thuộc Trung đoàn Cảnh vệ Friedrich Engels đang làm lễ thay gác tại Neue Wache, đại lộ Unter der Linden, (Đông) Berlin

Năm 1990, cùng với sự thống nhất của nước Đức, NVA bị giải thể và sáp nhập vào quân đội Đức thống nhất.

## Cơ cấu tổ chức
Quân đội Nhân dân Quốc gia được chia thành bốn quân chủng như sau:
- Lục quân (Landstreitkräfte), quân số 108,000 quân, chia thành các sư đoàn như sau (phần trong ngoặc là nơi đóng sở chỉ huy):
  - Sư đoàn Bộ binh cơ giới 1 (Potsdam-Eiche)
  - Sư đoàn Bộ binh cơ giới 4 (Erfurt)
  - Sư đoàn Bộ binh cơ giới 6 (Königswartha)
  - Sư đoàn Panzer 7 (Dresden)
  - Sư đoàn Bộ binh cơ giới 8 (Schwerin)
  - Sư đoàn Panzer 9 (Eggesin)
  - Sư đoàn Bộ binh cơ giới 10 (Ronneburg)
  - Sư đoàn Bộ binh cơ giới 11 (Halle)
  - Sư đoàn Bộ binh cơ giới 17 (Petersroda)
  - Sư đoàn Bộ binh cơ giới 19 (Wulkow)
  - Sư đoàn Bộ binh cơ giới 20 (Bredenfelde)

Bộ Tư lệnh Lục quân đóng tại thành phố Geltow, gần Postdam.
- Hải quân Nhân dân (Volksmarine), quân số 18,300 người, trang bị 208 tàu chiến. Bộ tư lệnh (KdoVM) đóng tại Rostock.
- Phòng không - Không quân (Luftstreitkräfte/Luftverteidigung), quân số 58,000 người, trang bị 767 máy bay, trực thăng các loại. Bộ tư lệnh đóng tại Strausberg.
- Bộ đội Biên phòng (Grenztruppen), quân số 47,000 người. Bộ tư lệnh đóng tại Pätz.

Trong thời chiến, ngoài quân chính quy, chính quyền Đông Đức còn có thể huy động quân từ các lực lượng thuộc Bộ Nội vụ, Bộ An ninh Nhà nước, hay từ Đội Chiến đấu của Giai cấp lao động (Kampfgruppen der Arbeiterklasse) - một tổ chức bán quân sự trực thuộc Đảng Xã hội chủ nghĩa Thống nhất Đức (SED). Việc này khiến cho quân số trong chiến tranh của Đông Đức tăng lên đáng kể.